# Пейдж, Ларри
Ло́уренс Э́двард «Ла́рри» Пейдж (англ. Lawrence Edward «Larry» Page; 26 марта 1973, Лансинг, штат Мичиган, США) — американский программист, разработчик и сооснователь (совместно с Сергеем Брином) поисковой системы Google.
Пейдж является главным исполнительным директором (CEO) материнской компании Google Alphabet. 4 апреля 2011 года вновь стал главным исполнительным директором компании Google, сменив на этом посту Эрика Шмидта, после своей отставки в качестве генерального директора Google в августе 2001. Он объявил о своём намерении уйти в отставку во второй раз в июле 2015 года, чтобы стать главным исполнительным директором Alphabet, на посту во главе которой будут реорганизованы активы Google. Во главе с Пейджем Alphabet стремится добиться значительных успехов в различных отраслях.
По состоянию на июль 2020 года Пейдж является 10-м в списке самых богатых людей в мире, с состоянием 67,1 млрд. долларов США.
Пейдж — изобретатель PageRank, самого известного алгоритма ссылочного ранжирования Google. Пейдж получил премию Маркони в 2004 году.

## Биография
Ларри Пейдж родился 26 марта 1973 г. в Лансинге (штат Мичиган, США), в семье преподавателей: Карла Виктора Пейджа-старшего, профессора информатики в Университете штата Мичиган, получившего научную степень доктор философии по информатике в Мичиганском университете в 1965 году, когда была создана дисциплина информатика, описывался репортёром BBC Уиллом Смейлом как «пионер в информатике и искусственном интеллекте.»; и Глории Пейдж, преподавателя программирования того же университета и колледжа Лаймана Бригса.
Несмотря на еврейское происхождение матери и то, что дед Ларри Пейджа позднее совершил алию в Израиль, воспитание ребёнка прошло без религиозного влияния.
В беседе Пейдж, вспоминая своё детство, отметил, что его дом «обычно представлял собой беспорядок, с разбросанными повсюду компьютерами, научными и техническими журналами, журналами Популярная Наука (англ. Popular Science)», окружение, в которое он сам был погружён. Пейдж был жадным читателем в молодости, написав в своём послании основателя Google в 2013 году: «я помню, как много времени проводил над книгами и журналами». По словам писателя Николаса Карлсона, совместное влияние атмосферы в доме Пейджа и его внимательных родителей «способствовало творчеству и изобретательности». Пейдж также играл в детстве на саксофоне и изучал музыкальную композицию. Пейдж упоминал, что его музыкальное образование вдохновило его нетерпимость и одержимость скоростью в вычислениях. «В каком-то смысле я чувствую, что занятия музыкой привели к наследию высоких скоростей Google для меня, …»(англ. "In some sense I feel like music training led to the high-speed legacy of Google for me,"). В беседе Пейдж сказал: «… в музыке вы очень осознаёте время. Время как бы наиглавнейшая вещь…»; «Если вы подумаете об этом с музыкальной точки зрения, если вы барабанщик, вы ударили как-то, это должно произойти в миллисекундах, долях секунды…».
Компьютеры впервые привлекли внимание Пейджа, когда ему было шесть лет, так он смог «поиграть с хламом, лежащим вокруг» — персональными компьютерами первого поколения, оставленными его родителями. Он стал «первым ребёнком в своей начальной школе, выполнившим задание в текстовом процессоре» (англ. "first kid in his elementary school to turn in an assignment from a word processor"). Старший брат также научил Пейджа разбирать вещи на куски, и вскоре Пейдж разобрал «все в своём доме, чтобы посмотреть, как это работает». Пейдж также сказал: «с самого раннего возраста я также понял, что хочу изобретать вещи. Поэтому я действительно заинтересовался технологиями и бизнесом. Вероятно, когда мне было 12, я знал, что собираюсь в конце концов основать компанию».
Пейдж посещал школу Монтессори в Окемос (англ. Okemos Montessori School, теперь называемую Монтессори Радмур — англ. Montessori Radmoor School) в общине Окемос, штат Мичиган, с 1975 по 1979 гг., и окончил Ист-Лансингскую среднюю школу в 1991 году. Он посещал Интерлохенский центр искусств в качестве саксофониста в течение летних периодов времени два года подряд в средней школе. Пейдж имеет степень бакалавра по компьютерной инженерии в Мичиганском университете с отличием и магистра по информатике в Стэнфордском университете.
В 2007 году Пейдж женился на Люсинде Саутворт на карибском острове Ричарда Брэнсона Некер. Саутворт — исследователь и сестра актрисы и модели Кэрри Саутворт. Пейдж и Саутворт имеют двоих детей, родившихся в 2009 и 2011 годах.

## Бизнес
Во время обучения в Стэнфордском университете Пейдж познакомился с другим аспирантом-математиком — Сергеем Брином. Впоследствии они вместе организовали и запустили интернет-компанию Google, которая начала свою деятельность в 1998 году. Пейдж совместно с Сергеем Брином занимал должность президента в компании до 2001 года, когда они пригласили Эрика Шмидта, который стал президентом и главным исполнительным директором Google. 4 апреля 2011 года Пейдж сменил Шмидта на должности главного исполнительного директора. После завершения формирования нового холдинга группы компаний Alphabet Inc. должность генерального директора занял Сундар Пичаи. В декабре 2019 года Пейдж и Брин официально объявили в совместном письме об уходе с руководящих постов: «Alphabet и Google больше не нужны два генеральных директора и президент».
Пейдж является инвестором в Tesla Motors. Он инвестировал в технологии использования возобновляемых источников энергии, и с помощью филантропического подразделения Google (Google.org) способствует внедрению гибридных электромобилей с подключаемыми модулями и другие инвестиции в альтернативные источники энергии. Он также является стратегическим спонсором стартапа Opener, который разрабатывает летательные аппараты для поездок потребителей.
Пейдж также интересуется социально-экономическим эффектом современных интеллектуальных систем и тем, как передовые цифровые технологии могут быть использованы для создания «изобилия» (как описано в книге Питера Диамандиса), обеспечения потребностей людей, сокращения рабочей недели и смягчения потенциальных вредных последствий от технологической безработицы.
Пейдж также помог создать Университет Сингулярности. Google является одним из основателей организации и до сих пор финансирует стипендии в Университете Сингулярности.

## Рейтинги Форбс
Ларри Пейдж много лет подряд входит в список богатейших людей мира по версии издания Forbes.
- В 2011 году — 24-е место, капитал $19,8 млрд.
- В 2012 году — также 24-я строчка, состояние $18,7 млрд.
- В 2013 году — капитал $23 млрд. и 20-я позиция в списке
- В 2014 году — 17-е место и активы $32,3 млрд.
- В 2015 году капитал $29,7 млрд. 19-я строчка рейтинга
- В 2016 году 12-е место с активами $35,2 млрд.
- В 2017 году снова 12-е место, капитал $40,7 млрд.
- В 2018 году заметный прирост состояния до $48,8 млрд., но всё та же 12-я позиция в списке[45].

Ларри Пейдж входит также в рейтинг самых влиятельных людей мира по версии Форбс. Изначально, в 2009 году, он занимал в нём 5-ю строчку, но в последующие годы эту позицию потерял.
В списке самых влиятельных людей мира 2018 Ларри Пейдж занимает 10-е место.